# Summer Storm
Summer Storm és una pel·lícula estatunidenca dirigida per Douglas Sirk, estrenada el 1944.

## Argument
En aquesta adaptació de Txékhov, Olga és una seductora dona d'un camperol que atrau el cínic aristòcrata Fedor lluny de la seva promesa, amb conseqüències tràgiques.

## Repartiment
- Linda Darnell: Olga Kuzminichna Urbenin
- George Sanders: Fedor Mikhailovich Petroff
- Anna Lee: Nadena Kalenin
- Hugo Haas: Anton Urbenin
- Edward Everett Horton: Comte "Piggy" Volsky
- Lori Lahner: Clara Heller
- John Philliber: Polycarp
- Sig Ruman: Kuzma
- Jimmy Conlin: L'home que envia una carta

## Nominacions
- Oscar a la millor banda sonora